# Wyke Castle

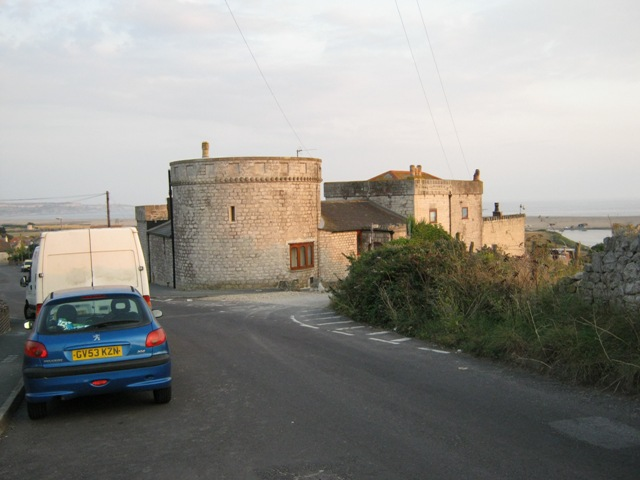
Wyke Castle

Wyke Castle ist das Folly einer Burg im Dorf Wyke Regis bei Weymouth in der englischen Grafschaft Dorset. Das Gebäude aus dem 19. Jahrhundert liegt oben an der Pirates Lane in der Nähe der Westhill Road und English Heritage hat es seit 1974 als historisches Bauwerk II. Grades gelistet.

## Geschichte
Wyke Castle ließ der französische Exilant Andrew Chadwick Fenoulhet (1820–1862) aus Portland errichten. Die Konstruktion der Burg war durch die Martello-Türme inspiriert.
Anfang der 1920er-Jahre lebten der Vogelkundler Edmund Selous und seine Gattin Fanny Margaret Maxwell in der Burg. Selous war Naturalist, Schriftsteller und Reisender. Der Rundturm mit Glasdach war einst mit seiner Sammlung von Schmetterlingen verziert. Als die beiden in der Burg lebten, gründete Fanny Margaret Maxwell 1923 den örtlichen Ableger des Women’s Institute und wurde seine erste Präsidentin.
Ein in Japan gebauter 28-Tonnen-Schlepper, der zum Schleppen entlang der Küste und im Hafen von Portland genutzt wird, wurde 2004 nach der Burg benannt.

## Konstruktion der Burg
Die aus Portlandstein errichtete Burg mit Schiefer- und Bleidächern bietet einen Ausblick über The Fleet, Chesil Beach, den Hafen von Portland und Weymouth. Sie besteht aus einem mit Zinnen versehenen Rundturm mit quadratischen Turm, kurzen Flügeln und einem gewölbten Keller, in dem sich ein Süßwasserbrunnen befindet und der „The Dungeon“ genannt wird.
Die Burg ist ein V-förmiges Ensemble, das aus drei Gebäuden besteht, die durch niedrigere Gebäudeteile mit geneigten Dächern verbunden sind. Der niedrige Rundturm an der Spitze des V hat eine mit Reliefen verzierte Brüstung, die durch Gewölbemodillions gestützt wird. Innerhalb der Brüstung, im Nordostteil des Turms, befindet sich ein kleiner Kamin. Der Turm hatte ursprünglich zwei schmale Fenster, Ende des 19. Jahrhunderts kam ein dreiflügliges Fenster hinzu. Der Turm mit quadratischem Grundriss auf der Südseite hat eine einfache Brüstungsmauer und ein kleines Bogenfenster. Diese beiden Gebäude sind durch einen niedrigen Gebäudeteil mit geneigtem Dach und einem kleinen, einflügligen Fenster verbunden. Südwestlich des Rundturms befindet sich ein größeres, rechteckiges Gebäude mit zwei Geschossen. Dessen Fenster sind klein und einflüglig und die Türe ist in die Wand zurückgesetzt. Das geneigte Dach ist von einer Brüstung umgeben. Der Verbindungstrakt ist ebenfalls ein niedriges Gebäude mit geneigtem Dach mit einer quadratischen Vorhalle. Die Fenster sind eine Mischung aus einflügligen und dreiflügligen Ausführungen.